# 宿便
宿便（しゅくべん、Fecal impaction）とは、便秘により腸内に長く滞留している糞便のことである。必要な場合には治療として浣腸などが行われる。滞留便（たいりゅうべん）とも呼ばれることがある。

## 定義
消化管運動の異常により便が排出されず大腸内に滞留している状態。
国語辞典には、「宿便：排泄されないで長い間、腸の中にたまっているふん便」等と記載されているが、宿便は医学の専門用語ではない。健康法や健康ビジネスに関する一部のウェブサイトや書籍では、便秘でない人も含めて古い糞便が3㎏-5㎏も腸壁にこびりついていたり、腸の湾曲部に滞留したりしていると主張し、それを「宿便」と呼んで、デトックスによる排出を勧めるものがある。これに対して、そのような意味での宿便は大腸の内視鏡検査やX線撮影でも確認できず、医学的にはあり得ないとする医師の見解も多い。
医学博士の甲田光雄は、一私案と断った上で、宿便の定義を「胃腸の処理能力を超えて、負担をかけ続けた場合、腸管内に渋滞する排泄内容物を総称したもの」であるとしている。甲田によれば、腸管には約100種類の腸内細菌が百兆個ほど棲息し、酵素を出し分解しており、さらには腸管の粘膜は3日に1度くらいの割合で生まれ変わるため、腸壁にいつまでも便がこびりつくことはない。しかし、腸は処理能力を超えて食べ続けると胃腸が伸びて垂れ下がり、横に広がったりする。このため安定が悪くなり、癒着が起こり癒着部分が変形し細くなったり、捻じれたりする。そこに食物残滓が引っかかり通りが悪くなって宿便となるが、断食で排出されるとしている。
3㎏-5㎏もある宿便を出すことで痩せたという体験が平成時代に大流行した事もあった。しかし実際には宿便を出すために数日間、お茶のみを摂取するという方法が取られていた。糖質や栄養を極度に制限するので痩せたのは当たり前であり、出たのは普通の便に過ぎないという主張も有る。

## 原因
腸管の器質的（解剖学上）の異常原因と器質的な異常は無く機能低下により滞留している状態である。
| 分類 | 分類 | 分類                            | 解説                                                   |
| 便秘 |      |                                 |                                                        |
| ---- | ---- | ------------------------------- | ------------------------------------------------------ |
| 便秘 | 急性 | 機能性                          | 消化管に異常はないのに機能低下を起こして回数や量が減少 |
| 便秘 | 急性 | 器質性                          | 消化管そのものの病変が原因                             |
| 便秘 | 慢性 | 機能性便秘 腸過敏性症候群を含む | 腸過敏性症候群、生活習慣                               |
| 便秘 | 慢性 | 症候性（二次性）                | 腫瘍、憩室の形成と進行に伴う症状                       |
| 便秘 | 慢性 | 薬剤性                          | 薬物中毒、重金属中毒、薬の副作用                       |
| 便秘 | 慢性 | 器質性                          | 消化管そのものの病変が原因                             |

## 症状
便秘便秘に伴う腹部不快感、腹痛。重度の場合は閉塞性大腸炎。
宿便性大腸穿孔、宿便性腫瘍希な例として、便秘傾向のある高齢者や長期臥床患者において滞留している便が硬い場合に蠕動運動や排便時のいきみ、発生したガス圧などにより 結腸に穿孔を生じ腹膜炎を併発する事がある。また、宿便による圧迫によって潰瘍を生じる事がある。

## 治療
便秘の治療方法に準じ、器質性の異常が原因となっている場合は器質異常の原疾患に対する対症療法。
機能性便秘に対しては、便を溜めない生活習慣への生活指導を行う。
便秘薬などの内服薬が治療の第一選択となる。